# Mycomya maura
Mycomya maura är en tvåvingeart som först beskrevs av Walker 1856.  Mycomya maura ingår i släktet Mycomya och familjen svampmyggor. Arten är reproducerande i Sverige. Inga underarter finns listade i Catalogue of Life.